# Chiesa di San Giovanni Bosco e San Gaetano
La chiesa di San Giovanni Bosco e San Gaetano, comunemente chiamata chiesa di San Gaetano, è un edificio religioso cattolico del quartiere genovese di Sampierdarena. La sua comunità parrocchiale fa parte del vicariato di Sampierdarena dell'arcidiocesi di Genova.
Situata in via Carlo Rolando, nella zona occidentale di Sampierdarena, dà il nome all'"unità urbanistica" San Gaetano del Municipio II Centro Ovest del comune di Genova. L'attuale edificio è stato costruito negli anni cinquanta del Novecento sui resti della chiesa originaria, risalente alla fine del XVI secolo, completamente distrutta da un bombardamento aereo durante la seconda guerra mondiale.

## Storia

### La chiesa originaria
La chiesa e l'annesso convento furono costruiti tra il 1595 e il 1597 dagli eredi del marchese Giovanni Battista Di Negro, come disposto da un legato nel testamento del "de cuius". La chiesa sorse su un terreno in località Palmetta, acquistato allo scopo, e dedicata a San Giovanni Decollato.
Il complesso venne affidato ai teatini e dopo la canonizzazione del loro fondatore San Gaetano, nel 1675, venne popolarmente chiamata con il suo nome; i teatini vi rimasero fino alla soppressione del 1798, quando il complesso, requisito dalle autorità civili e spogliato di tutte le opere d'arte, divenne una caserma.

Nel 1640 i Di Negro fecero costruire cinque altari; durante l'epidemia di peste del 1656-1657 il convento fu trasformato in lazzaretto e molte vittime del contagio furono sepolte nelle vicinanze della chiesa. Il contagio falcidiò anche i religiosi, che alcuni anni più tardi presidiavano la chiesa con un solo sacerdote, invece dei quattro prescritti dalle clausole del lascito.
Come ricordato dal padre Antero Maria Micone, in quel frangente gli abitanti della parrocchia di S. Martino da seimila furono ridotti a mille.
Nell'ultimo decennio del Settecento la chiesa avrebbe dovuto assumere il ruolo parrocchiale in luogo della vicina pieve di S. Martino, che versava in stato di degrado, ma con la discesa in Italia di Napoleone e il conseguente avvento della Repubblica Ligure filo-francese, nel 1797 i teatini vennero allontanati e il complesso fu confiscato dal governo, mentre il titolo parrocchiale passò alla chiesa di Santa Maria della Cella. Il complesso fu utilizzato negli anni della dominazione francese come caserma e deposito di munizioni, e tale rimase anche dopo il passaggio dell'ex Repubblica Ligure al Regno di Sardegna (1815).
Nel 1829 il governo sabaudo cedette il convento ai canonici lateranensi, ma durante l'epidemia di colera del 1835 fu nuovamente utilizzato come lazzaretto, ampliando anche l'adiacente cimitero, rimasto di proprietà comunale. Nel 1843 i canonici lateranensi rivendettero il complesso agli eredi degli antichi proprietari Di Negro; la chiesa, sommariamente ristrutturata, venne riaperta al culto e affidata ad un sacerdote dei canonici lateranensi, ma per mancanza di mezzi andò nuovamente incontro ad una situazione di degrado, peggiorato da nuove imposizioni da parte del governo (una temporanea requisizione come alloggio per le truppe di Napoleone III nel 1859 e ancora una volta come lazzaretto durante l'epidemia di colera del 1866).

### L'istituto Don Bosco
Nel 1872 chiesa e convento vennero acquistati da Giovanni Bosco, e nel novembre dello stesso anno la congregazione salesiana diede inizio alla sua opera di assistenza. Negli anni successivi i salesiani costruirono l'oratorio, la scuola professionale e il ginnasio.
Nasceva così il primo istituto salesiano al di fuori del Piemonte. Alcuni collaboratori del sacerdote piemontese erano già presenti a Genova dall'anno precedente, con una scuola professionale ospitata in una villa a Marassi, ma il loro desiderio era quello di avere una sede più grande e meno decentrata. La scelta cadde su Sampierdarena, che stava vivendo un periodo di forte sviluppo demografico legato all'imponente crescita industriale. Don Bosco per interessamento dell'arcivescovo Salvatore Magnasco e con il finanziamento di alcuni benefattori, tra i quali lo stesso arcivescovo, poté acquistare il complesso di San Gaetano, ormai ridotto quasi ad un rudere; sotto la direzione di Maurizio Dufour vennero eseguiti i lavori di manutenzione più urgenti. Convinto che l'istruzione professionale dei giovani delle classi più povere fosse fondamentale per il miglioramento della loro condizione sociale e lavorativa, don Bosco aprì, oltre all'oratorio, una scuola professionale per la formazione delle figure operaie maggiormente richieste in quel tempo (calzolai, falegnami, meccanici, sarti, tipografi, stampatori e legatori).

### L'erezione in parrocchia
Nel 1884 l'arcivescovo Magnasco eresse la chiesa in parrocchia, con il titolo di "Decollazione di S. Giovanni Battista e S. Gaetano", affidandola agli stessi salesiani. È stata tra le prime parrocchie nel mondo officiate dai salesiani.
Nel 1885 fu costruito il campanile. Corredato da un concerto di cinque campane, fu inaugurato l’anno dopo alla presenza dello stesso don Bosco; alto 51 m fu a lungo la costruzione più alta di Genova. Il completo restauro della chiesa venne eseguito solo nel 1897 con il rifacimento della facciata, in stile neoclassico, realizzata su disegno di Giuseppe Massardo con la supervisione del Dufour. La chiesa aveva allora tre navate con nove altari arricchiti da opere di artisti di quell'epoca. Altri lavori di ristrutturazione dell'interno vennero eseguiti tra il 1923 e il 1929 e in quel tempo fu arricchita di opere d'arte di artisti contemporanei.

### La distruzione e il rifacimento della chiesa
La chiesa venne completamente distrutta da un bombardamento aereo il 30 ottobre 1943 quando fu colpita da tre bombe a distanza ravvicinata (quasi tutto, strutture murarie, arredi e opere d'arte, andò perso, si salvò solo il campanile). La ricostruzione prese avvio nel 1952, su progetto di Pietro Stura, e la chiesa completata venne consacrata dal cardinale Giuseppe Siri il 2 aprile 1955, con la nuova intitolazione a "S. Giovanni Bosco e S. Gaetano" (il fondatore dei salesiani, morto nel 1888, era stato canonizzato da papa Pio XI nel 1934).

## Descrizione

### Chiesa

#### Esterno
La facciata, rivestita nella parte centrale inferiore e ai lati da fasce bicolori con alternanza di pietra di Finale e serpentino, è vagamente ispirata allo stile gotico. Un'ampia scalinata dal livello stradale conduce al triplice portale d'ingresso, con i portoni ornati da fasci di colonnine. Nelle lunette delle porte laterali, bassorilievi con episodi della vita di don Bosco.
Sopra al portale, la facciata è interamente rivestita in pietra bianca di Finale, con un rosone centrale e due gruppi di monofore vetrate, cinque in basso e tre in alto. In alto un coronamento di archetti pensili. Le due torri laterali, leggermente avanzate rispetto alla parte superiore della facciata, sono ornate ciascuna da quattro trifore e terminate anch'esse da archetti pensili.

#### Interno
L'interno ha un'unica navata, con soffitto a cassettoni. Le opere d'arte sono quasi tutte contemporanee, a causa della distruzione di quelle conservate nella precedente chiesa: nelle pareti laterali, otto medaglioni affrescati, opera del pittore sampierdarenese Angelo Baghino (1997), raffigurano le Beatitudini. Al centro della chiesa un grande crocifisso ligneo; l'altare maggiore in marmi policromi reca nel paliotto un bassorilievo raffigurante la Cena in Emmaus, la Via Crucis in bronzo è opera di Enrico Manfrini (1960). Nell'abside si trova l’organo, costruito nel 1956 dalla ditta organaria Parodi e Marin.
Lungo la navata si trovano otto altari laterali:
- Altare di don Bosco, con una tela di Paolo Giovanni Crida, col ritratto del santo, utilizzata nel 1934 in occasione della canonizzazione.
- Altare di santa Maria Domenica Mazzarello, dedicato alla fondatrice delle Figlie di Maria Ausiliatrice, ramo femminile dei salesiani.
- Altari di san Domenico Savio, di Maria Ausiliatrice e del Sacro Cuore, soggetti particolarmente venerati dai salesiani, con affreschi del 1958 di Luigi Filocamo.
- Altare di san Gaetano, compatrono della chiesa, con affresco del 1961 di Trento Longaretti, che raffigura il santo fondatore dei teatini tra i santi Francesco di Sales e Vincenzo de' Paoli sullo sfondo della Sampierdarena al tempo dello sviluppo industriale.
- Altare di san Giuseppe e della sacra Famiglia, con affresco del 1957 di Silvio Consadori
- Altare della Pietà, con altro affresco del Filocamo.

Una cappella, dove in precedenza si trovava il fonte battesimale, detta "cappella della pace", dal 1981 ospita una copia dell'icona della Madonna del Don, il cui originale è conservato nella chiesa dei Cappuccini di Mestre. La cappella è dedicata ai caduti di tutte le guerre, e in particolare a quelli della tragica campagna di Russia. In questa cappella, accanto all'icona, è conservato un bassorilievo in marmo di Antonio Canepa raffigurante la Natività (1930), unica opera della precedente chiesa sopravvissuta al bombardamento.

### Il Tempietto

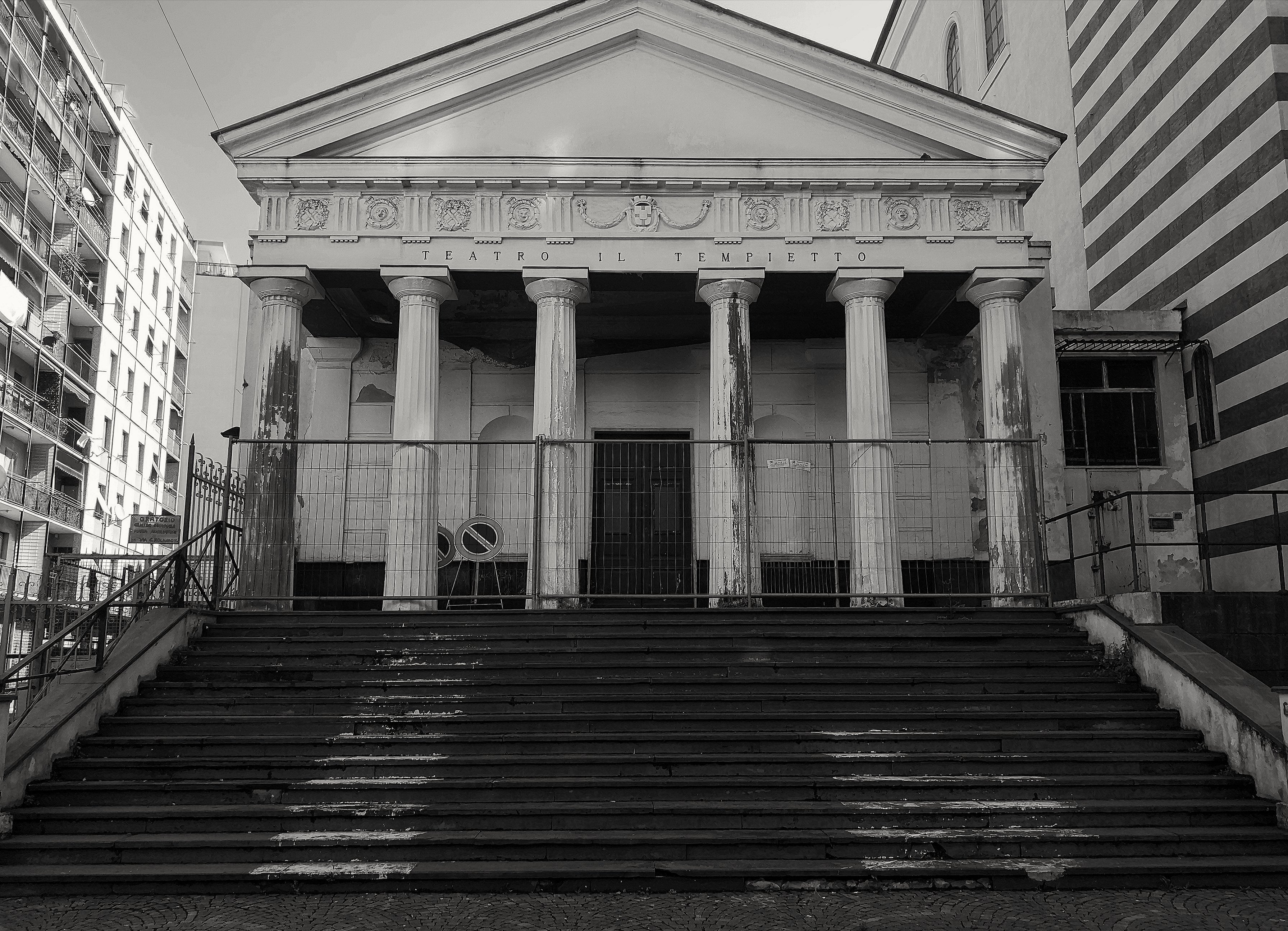
Il Tempietto

Accanto alla chiesa sorge un piccolo edificio in stile neoclassico detto "il Tempietto", per la sua struttura simile a quella di un tempio romano, che faceva parte dell'attiguo cimitero. Era stato costruito in occasione dell'epidemia di colera del 1835, su progetto attribuito ad Angelo Scaniglia.
Dopo l'apertura del cimitero della Castagna, nella zona collinare di Promontorio, l'antico luogo di sepoltura venne abbandonato, le salme trasferite nel nuovo cimitero e il terreno, insieme all'edificio, venduto ai salesiani. Ristrutturato negli anni trenta, dopo la distruzione della chiesa e fino al 1955 vi vennero celebrate le funzioni religiose. A partire dagli anni sessanta è stato trasformato in un piccolo teatro e sede di un centro culturale legato ai salesiani.

### Il complesso scolastico e ricreativo
Nell'ultimo scorcio dell’Ottocento i salesiani acquistarono i terreni adiacenti alla chiesa e fondarono l'oratorio, che ebbe sede nella villa Bianca, compresa all'interno di questo appezzamento, poi demolita nel secondo dopoguerra e sostituita da una moderna palazzina. Il complesso continuò gradualmente ad espandersi; l'ultima risistemazione del complesso sportivo risale al 1997. Con la costruzione degli edifici scolastici e degli impianti sportivi occupa oggi un’area di circa 20000 m², che ospitano servizi sociali, educativi e ricreativi per i giovani. Comprende tre campi da calcio, un palazzetto da 600 posti, campi da pallavolo e pallacanestro, una pista di pattinaggio e alcune palestre.
L'istituzione scolastica, centrale nel progetto educativo dei salesiani, ha seguito l'evoluzione dell'insegnamento scolastico in Italia, dal ginnasio e dalle varie scuole professionali alla scuola media per finire con l'istituto tecnico industriale (1963) e il liceo scientifico (1991), oltre alla scuola materna e quella primaria. Dal 2005 è stata aperta una scuola per periti informatici espressamente rivolta a studenti-lavoratori immigrati, in prevalenza latino-americani, molto numerosi a Sampierdarena negli ultimi anni.
Le attività sportive hanno dato vita, come parte del progetto formativo dei salesiani, ad alcune formazioni di varie discipline, tutte legate a sport di squadra. La più conosciuta è la U.S. Don Bosco Calcio, fondata nel 1945; la squadra, attualmente nei campionati minori della lega dilettanti Liguria, negli anni cinquanta e per due stagioni nei primi anni duemila ha militato nel campionato ligure di Promozione.